# 鞭身派

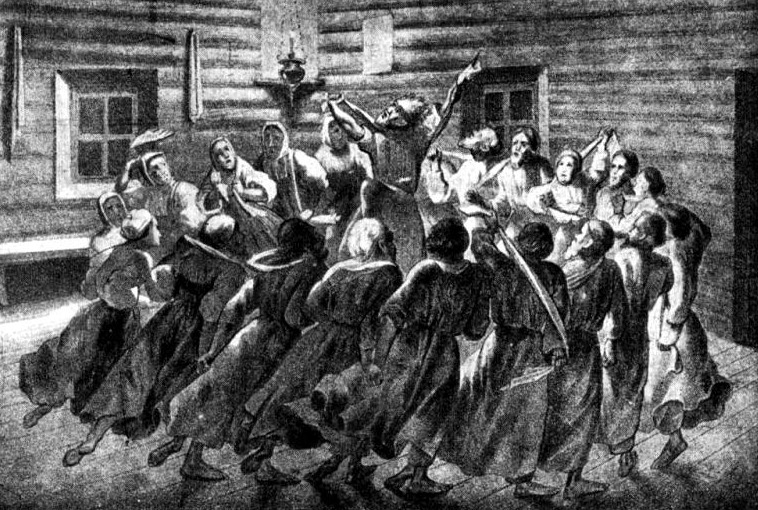
鞭身派

鞭身派是17世纪在俄罗斯出现的地下基督教派别，其成员的信仰和习俗包括狂热仪式、崇拜魅力领袖，以及拒绝神职人员和圣书。他们相信与圣灵直接沟通，并进行欢乐（Радение）仪式，其特点是跳舞、说方言和预言。俄罗斯民间传说格里戈里·拉斯普京属于该派，但多数历史学家否定了该说法。